# Ralph Mallée
Ralph Mallée (* 3. Mai 1945 in Westerholz) ist ein deutscher Großmeister im Fernschach sowie Meisterspieler im Nahschach.

## Jugendschach

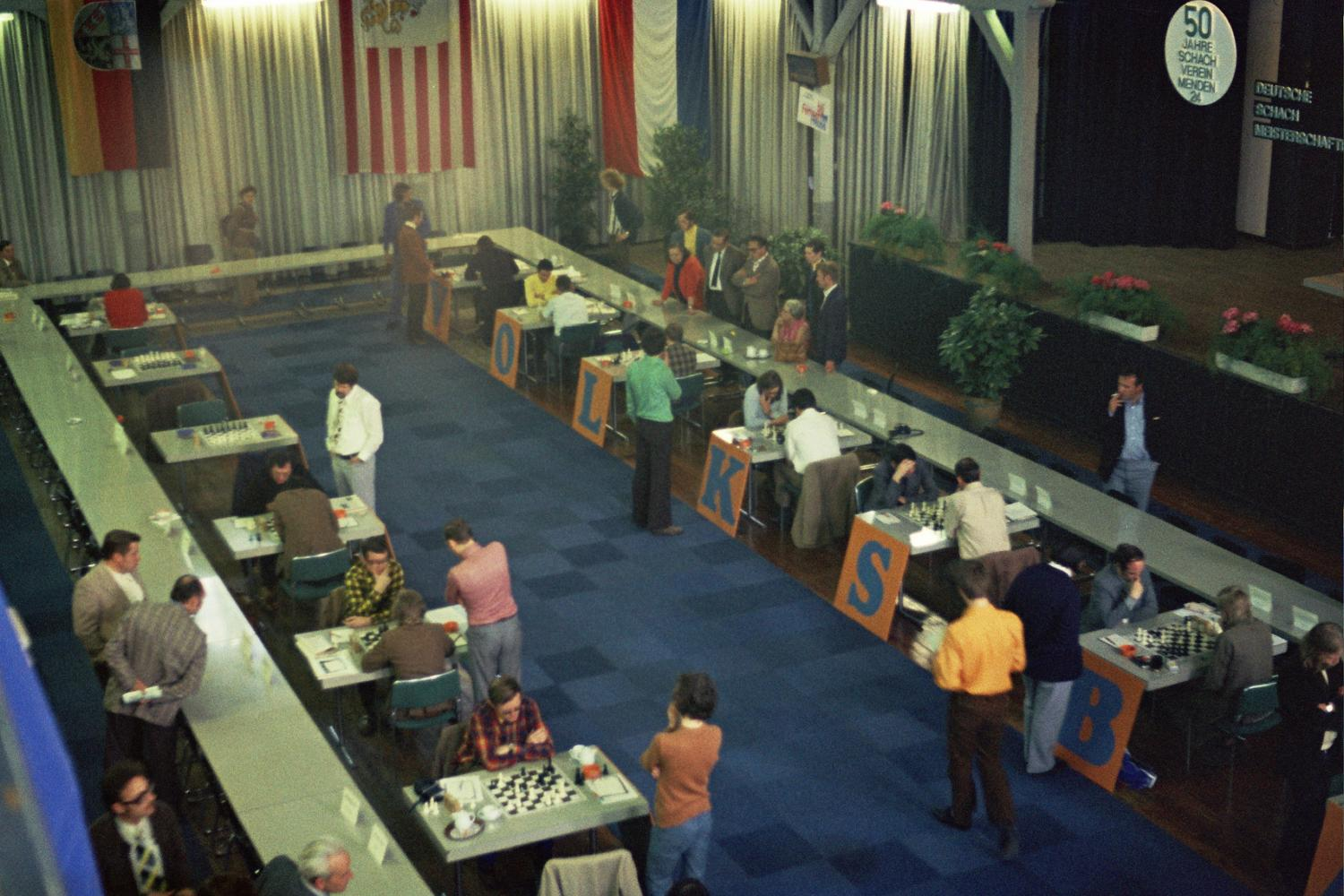
Der Spielsaal der Deutschen Meisterschaft 1974 in Menden, an der Ralph Mallée teilnahm, mit Zuschauern und Teilnehmern.

Er erlernte das Schachspielen im Alter von 5 Jahren von seinem Vater. Mit 15 trat er dem Dortmunder Schachverein 1875 bei. Er wurde 1962 Dortmunder Jugendmeister sowie Jugendmeister des Ruhrgebiets. 1963 errang er die NRW-Jugendmannschaftsmeisterschaft.
Von 1970 bis 1975 engagierte er sich ehrenamtlich im deutschen Jugendschach. 1970 gründete er die Deutsche Schachjugend mit, wurde später ihr stellvertretender Vorsitzender und war Vorsitzender des Jugendverbands NRW. Des Weiteren trainierte er die NRW-Jugendauswahl, welche in allen vier Jahren seiner Trainertätigkeit den Titel Deutscher Jugendmannschaftsmeister erringen konnte.

## Nahschach
Von 1965 an spielte er in der höchsten deutschen Spielklasse, meist am ersten Brett. Bis 1972 für den Dortmunder Schachverein 1875, von 1972 bis 1985 für den Schachverein Menden 24 (erstklassig bis 1975). 1973/74 wurde er Zweiter beim 49. Hastings-Challenger-Turnier. Den Titel des Nationalen Meisters errang er bei der Deutschen Meisterschaft 1974 in Menden, die Peter Ostermeyer gewann.

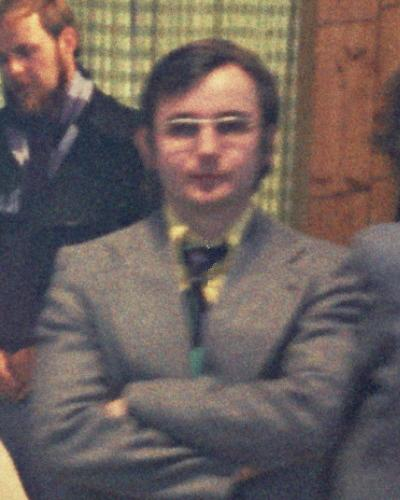
Karl-Heinz Hüttemann, Dortmunder Schachtage 1974

2001 kehrte er auf Anregung seines Jugendschachfreundes Karl-Heinz Hüttemann zu seinem ehemaligen Schachverein Dortmund 1875 zurück und spielt dort in der ersten Mannschaft am ersten Brett in der Verbandsliga. Seine Deutsche Wertungszahl beträgt 2120 (Stand: April 2014).

## Fernschach
1965 fing er an, Fernschach zu spielen. Seine höchste Elo-Zahl betrug 2505 in den 1980er Jahren. Zu seinen größten Erfolgen gehört der Gewinn des WM-Semifinals von 1972 bis 1975, der 1. Platz beim Bannet-Memorial (1986–1990), welcher ihm den Titel Fernschach-Großmeister einbrachte, sowie das Erstreiten der europäischen Mannschaftsmeisterschaft 1992. Sein letzter nennenswerter Turniersieg war derjenige im Petrow-Gedenkturnier, welches 2004 endete.
In der ICCF-Rangliste vom 1. April 2007 wurde Mallée mit einer Wertungszahl von 2493 geführt. Seitdem ist er inaktiv.
In Fachkreisen gilt Mallée als Experte des Jänisch-Gambits.

## Sonstige biographische Angaben
Mallée ist seit 30 Jahren verheiratet und hat zwei Kinder.